# Cornelius Hermanus Wessels
Sir Cornelius Hermanus Wessels (Rietfontein, Winburg, 26 april 1851 - Bloemfontein, 1 maart 1924) was een Zuid-Afrikaans politicus en een prominent figuur in de Oranje Vrijstaat.

## Biografie
Wessels werd in 1885 verkozen als Volksraadslid voor het district Boshof, werd in 1897 diens voorzitter en bleef dit tot de Tweede Boerenoorlog uitbrak in 1899. Tijdens de oorlog reisde hij met een delegatie onder leiding van Abraham Fischer door Europa en Amerika om steun voor de Boerenrepublieken te regelen, maar dit bleek vruchteloos en de oorlog werd zonder interventie verloren door de Boeren.
Na de oorlog was Wessels mede-oprichter van de Orangia Unie, een politieke partij in de Oranjerivierkolonie die voor de belangen van de Boeren opkwam. Na de oprichting van de Unie van Zuid-Afrika werd hij lid van de Suid-Afrikaanse Party. In 1915 werd Wessels administrateur van de provincie Oranje Vrijstaat en bleef dit tot zijn dood in 1924. In 1920 werd hij door het Verenigd Koninkrijk tot ridder geslagen.
Wessels was de vader van de operasopraan Cecilia Wessels.
- Gemeinsame Normdatei: 118877488
- International Standard Name Identifier: 0000 0000 2675 6675
- Library of Congress Control Number: n88206076
- Virtual International Authority File: 37714217
- WorldCat: E39PBJqFRwHRBkHtmkrj89kJjC